# HYTC
주식회사 HYTC는 대한민국의 2차 전지 관련 기업이다.

### 내용주
1. ↑  주관사를 신영증권, 유진투자증권, 현대차증권으로 공모가 15,000원에 코스닥 시장에 상장